# 卡尔萨达德尔科托
卡尔萨达德尔科托，是西班牙卡斯蒂利亚-莱昂莱昂省的一个市镇。 总面积56平方公里，总人口293人（001年），人口密度5人/平方公里。